# Simon-Napoléon Parent
Pour les articles homonymes, voir Parent.
Simon-Napoléon Parent, né le 12 septembre 1855 à Beauport et mort le 7 septembre 1920 à Montréal, est un avocat et homme politique québécois. 
Député libéral de la circonscription de Saint-Sauveur à l'Assemblée législative de la province de Québec de 1890 à 1905, il est le premier ministre du Québec du 3 octobre 1900 au 21 mars 1905.

## Biographie
Fils de Simon-Polycarpe Parent, cultivateur et commerçant, et de Luce Bélanger, il naît à Beauport le 12 septembre 1855. Il reçoit l'instruction élémentaire dans ce village, puis déménage en 1870 à Québec où il étudie à l'École normale Laval. Il interrompt ses études pour devenir teneur de livres. Il se marie le 17 octobre 1877 avec Clara Gendron, avec qui il aura 13 enfants, dont Georges Parent et Charles Eugène Parent. En 1878, il s'inscrit en droit à l'Université Laval. Il obtient son diplôme le 13 juillet 1881 et est admis au barreau le 9 août.

### Pratique du droit
Il ouvre ensuite un cabinet sur la rue Saint-Vallier, dans Saint-Sauveur. De nature timide, il s'adjoint de brillants orateurs pour plaider les causes qu'il prépare : Joseph-Évariste Prince (1882–1883), John Constantine O’Donnell (1884–1891), Charles de Guise (1895) puis Charles Fitzpatrick, Louis-Alexandre Taschereau, Lawrence Arthur Dumoulin Cannon (en) et Ferdinand Roy (1898–1905).

### Carrière politique
De 1890 à 1905, il mène de front une carrière politique au niveau municipal et provincial.

#### Politique municipale
Échevin du quartier Saint-Vallier au conseil municipal de Québec de 1890 à 1894, maire suppléant en 1892, Simon-Napoléon Parent occupe la fonction de maire du 2 avril 1894 au 12 janvier 1906. Il est préoccupé par le développement régional, notamment par le projet de construction du pont de Québec lancé en octobre 1900,. En 1897, la ville devient équipée de tramways électriques.

#### Politique provinciale

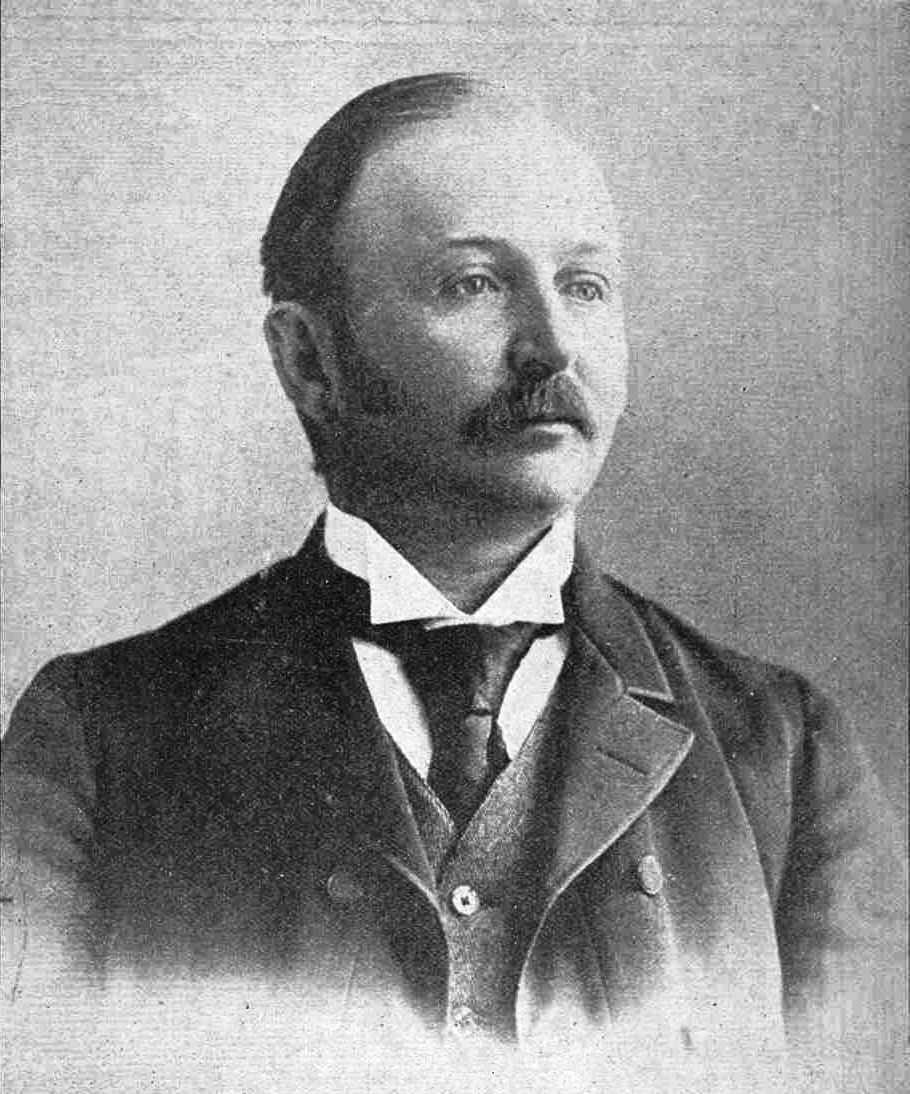
Simon-Napoléon Parent en 1901.

Lors des élections provinciales de 1890, il est élu en tant que premier député de Saint-Sauveur à l'Assemblée législative du Québec sous la bannière libérale. Il est réélu à quatre reprises : 1892, 1897, 1900 et 1904. Au sein du gouvernement Marchand, il est commissaire des Terres, Forêts et Pêcheries du 26 mai 1897 au 3 octobre 1900.
Lorsque Félix-Gabriel Marchand décède en plein mandat, le 25 septembre 1900, le premier ministre du Canada Wilfrid Laurier encourage Parent à devenir chef du Parti libéral du Québec.

#### Premier ministre du Québec
Le 3 octobre 1900, il devient premier ministre du Québec. Il garde pour lui les Terres, Forêts et Pêcheries et confie à ses rivaux d'importants portefeuilles. Même si son parti n'a jamais possédé autant de sièges à l'Assemblée législative, son leadership à la tête de l'état sera fragile. L'absence d'opposition parlementaire amenuise la partisanerie au profit des dissensions entre les députés des différentes régions. Le 3 février 1905, trois de ses ministres (Lomer Gouin, Adélard Turgeon et William Alexander Weir) démissionnent. Il effectue un remaniement ministériel, mais 44 députés demandent sa démission le 8 février. Il accepte de démissionner, à condition d'être blanchi par un comité parlementaire, ce qui est accordé. Le 21 mars, il démissionne de son poste de premier ministre mais reste député avant d'abandonner son siège le 5 septembre.
Simon-Napoléon Parent est un travailleur acharné, et partage son temps entre son cabinet d'avocat, son poste de maire et sa fonction de premier ministre. Il entend gérer les affaires de l'État comme on gère une entreprise. En 1902, reprenant une idée chère à Honoré Mercier, il convoque une deuxième conférence interprovinciale portant sur la question des subventions fédérales accordées aux provinces. Le gouvernement Parent mise sur l'industrialisation des centres urbains plutôt que sur la colonisation du territoire québécois, mais soustrait les terres cultivées à la spéculation en 1904. Fidèle aux principes libéraux, il adopte une série de mesures destinées à stimuler l'économie basée sur les richesses naturelles.

### Après la politique
Le 31 juillet 1905, il devient président du Chemin de fer transcontinental au Canada. Lors de l'effondrement de 1907 du pont de Québec, Parent est toujours président la compagnie responsable de sa construction. La responsabilité incombe toutefois aux ingénieurs, selon une commission d'enquête. Il démissionne le 3 octobre 1911, avec l'élection d'un gouvernement conservateur à Ottawa. Il occupe ensuite le poste de président de la Commission du régime des eaux courantes de Québec de 1911 à 1920.
À partir de 1915, il souffre de troubles cardiaques. Il meurt à l'Hôtel-Dieu de Montréal le 7 septembre 1920 et est inhumé à Québec, au cimetière Saint-Charles, le 10 septembre 1920.

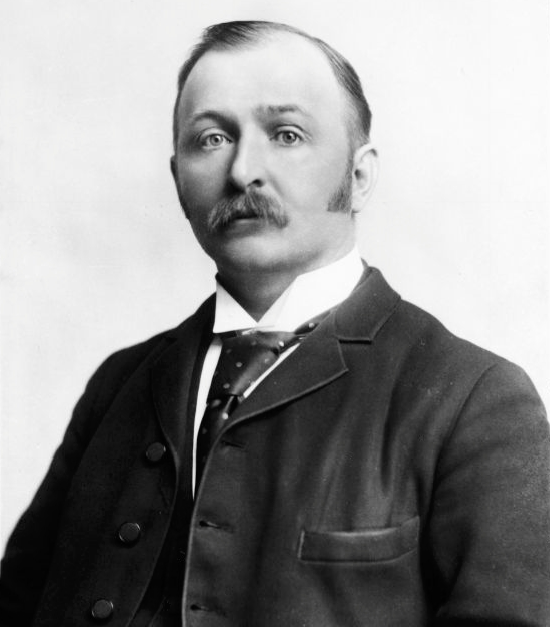
Simon-Napoléon Parent, vers 1900.

## Distinctions
- 1902 : Doctorat en droit honoris causa du Collège Bishop's[1]

## Honneurs et arbre généalogique

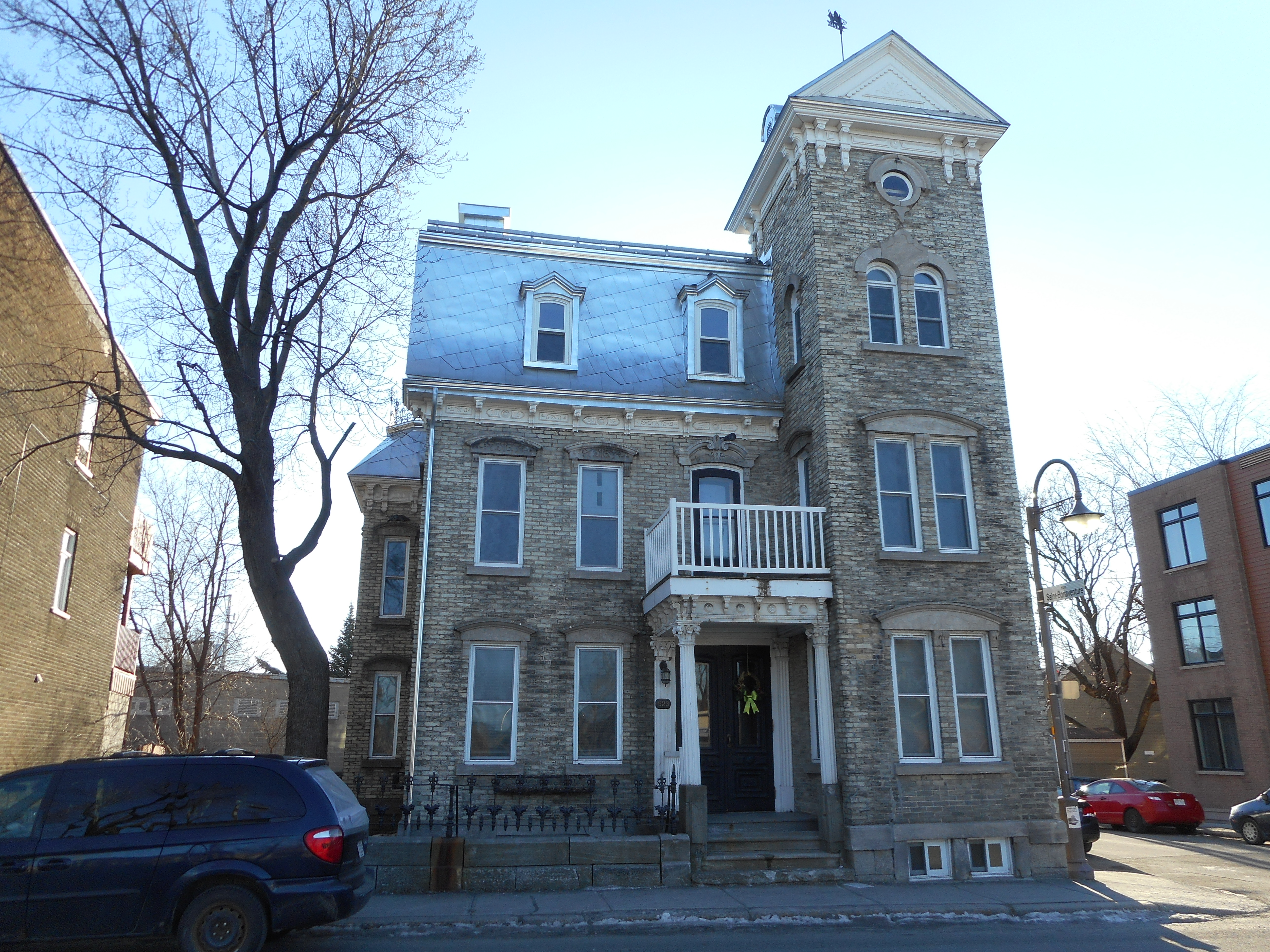
Le 523, rue Saint-Vallier, résidence qu'il habite dans le quartier Saint-Sauveur dans les années 1890-1900, est classé patrimonial par la ville de Québec.

- L'avenue Simon-Napoléon Parent, dans les quartiers Saint-Sauveur et Saint-Roch, à Québec[7].
- La municipalité de Parent[8]
- Simon-Napoléon Parent est l'arrière grand-père du chanteur du groupe, April Wine, Marc Parent[9].

## Résultats électoraux

### Résultats électoraux de Simon-Napoléon Parent
|       | Nom                   | Parti        | Nombre de voix | %      | Maj. |
| ----- | --------------------- | ------------ | -------------- | ------ | ---- |
|       | Simon-Napoléon Parent | Libéral      | 833            | 62,2 % | 327  |
|       | Luc Routhier          | Conservateur | 506            | 37,8 % | -    |
| Total | Total                 | Total        | 1 339          | 100 %  |      |

|       | Nom                             | Parti   | Nombre de voix    | %                 | Maj.              |
| ----- | ------------------------------- | ------- | ----------------- | ----------------- | ----------------- |
|       | Simon-Napoléon Parent (sortant) | Libéral | (sans opposition) | (sans opposition) | (sans opposition) |
| Total | Total                           | Total   | -                 | -                 |                   |

|       | Nom                             | Parti   | Nombre de voix | %     | Maj.  |
| ----- | ------------------------------- | ------- | -------------- | ----- | ----- |
|       | Simon-Napoléon Parent (sortant) | Libéral | 1 773          | 82 %  | 1 385 |
|       | Delphis-J. Marsan               | Ouvrier | 388            | 18 %  | -     |
| Total | Total                           | Total   | 2 161          | 100 % |       |

|       | Nom                             | Parti   | Nombre de voix    | %                 | Maj.              |
| ----- | ------------------------------- | ------- | ----------------- | ----------------- | ----------------- |
|       | Simon-Napoléon Parent (sortant) | Libéral | (sans opposition) | (sans opposition) | (sans opposition) |
| Total | Total                           | Total   | -                 | -                 |                   |

|       | Nom                             | Parti   | Nombre de voix    | %                 | Maj.              |
| ----- | ------------------------------- | ------- | ----------------- | ----------------- | ----------------- |
|       | Simon-Napoléon Parent (sortant) | Libéral | (sans opposition) | (sans opposition) | (sans opposition) |
| Total | Total                           | Total   | -                 | -                 |                   |

|       | Nom                             | Parti   | Nombre de voix    | %                 | Maj.              |
| ----- | ------------------------------- | ------- | ----------------- | ----------------- | ----------------- |
|       | Simon-Napoléon Parent (sortant) | Libéral | (sans opposition) | (sans opposition) | (sans opposition) |
| Total | Total                           | Total   | -                 | -                 |                   |

### Résultats électoraux du Parti libéral du Québec sous Parent
| Partis | Partis                   | Chef                     | Candidats | Sièges | Sièges | Voix    | Voix   | Voix    |
| Partis | Partis                   | Chef                     | Candidats | 1897   | Élus   | Nb      | %      | +/-     |
| --- | ------------------------ | ------------------------ | --------- | ------ | ------ | ------- | ------ | ------- |
| | Libéral                  | Simon-Napoléon Parent    | 74        | 51     | 67     | 54 957  | 53,1 % | -0,13 % |
| | Conservateur             | Edmund James Flynn       | 33        | 23     | 7      | 43 277  | 41,9 % | -1,97 % |
| | Libéral indépendant      | Libéral indépendant      | 4         | -      | -      | 2 906   | 2,8 %  | +1,53 % |
| | Conservateur indépendant | Conservateur indépendant | 2         | -      | -      | 1 438   | 1,4 %  | +0,41 % |
| | Indépendant              | Indépendant              | 1         | -      | -      | 824     | 0,8 %  | +0,34 % |
| Total | Total                    | Total                    | 114       | 74     | 74     | 103 402 | 100 %  |         |
| Le taux de participation lors de l'élection était de 67,8 % et 1 020 bulletins ont été rejetés. Il y avait 350 517 personnes inscrites sur la liste électorale pour l'élection, toutefois seules 153 998 personnes avaient plus d'un candidat dans leur district. |                          |                          |           |        |        |         |        |         |

| Partis | Partis              | Chef                  | Candidats | Sièges | Sièges | Voix    | Voix   | Voix     |
| Partis | Partis              | Chef                  | Candidats | 1900   | Élus   | Nb      | %      | +/-      |
| --- | ------------------- | --------------------- | --------- | ------ | ------ | ------- | ------ | -------- |
| | Libéral             | Simon-Napoléon Parent | 74        | 67     | 67     | 62 889  | 55,4 % | +2,28 %  |
| | Conservateur        | Edmund James Flynn    | 21        | 7      | 7      | 30 331  | 26,7 % | -15,12 % |
| | Libéral indépendant | Libéral indépendant   | 18        | -      | -      | 14 236  | 12,5 % | +9,74 %  |
| | Ouvrier             |                       | 3         | -      | -      | 4 796   | 4,2 %  | -        |
| | Ligue nationaliste  |                       | 1         | -      | -      | 1 201   | 1,1 %  | -        |
| Total | Total               | Total                 | 117       | 74     | 74     | 113 453 | 100 %  |          |
| Le taux de participation lors de l'élection était de 53,5 % et 1 018 bulletins ont été rejetés. Il y avait 382 143 personnes inscrites sur la liste électorale pour l'élection, toutefois seules 213 958 personnes avaient plus d'un candidat dans leur district. |                     |                       |           |        |        |         |        |          |

### Archives
- Le fonds d'archives de Simon-Napoléon Parent est conservé au centre d'archives de Québec des Bibliothèque et Archives nationales du Québec
« Fonds Simon-Napoléon Parent (P198) », sur Bibliothèque et Archives nationales du Québec (BAnQ)